# Lijst van oorlogsmonumenten in Heerlen
De Nederlandse gemeente Heerlen heeft verschillende oorlogsmonumenten. Hieronder een overzicht.
| Nr.                             | Object                                       | Herdachte groep                                                      | Ontwerper                                                             | Onthulling       | Type               | Locatie                       | Plaats       | Coördinaten                   | Foto                            |
| ------------------------------- | -------------------------------------------- | -------------------------------------------------------------------- | --------------------------------------------------------------------- | ---------------- | ------------------ | ----------------------------- | ------------ | ----------------------------- | ------------------------------- |
| 1                               | Joods monument (1)                           | vervolgden Nederland                                                 | Dhr. Koster                                                           | 25 mei 1960      | plaquette          | Akerstraat, 6411 GV           | Heerlen      | 50° 52' 60" NB, 5° 58' 59" OL | Meer afbeeldingen               |
| 2                               | Mariakapel                                   | overig                                                               | Gène Eggen                                                            | 7 september 1952 | kapel              | Heerlerbaan, 6418 EJ          | Heerlen      | 50° 52' 11" NB, 5° 59' 53" OL |                                 |
| 3                               | Plaquette in het gebouw van Staatsmijnen/DSM | verzet Nederland                                                     | Beckers                                                               |                  | plaquette          | Van der Maesenstraat, 6411 LP | Heerlen      | 50° 53' 20" NB, 5° 58' 35" OL |                                 |
| 7                               | Monument op de Algemene begraafplaats        | burgerslachtoffers                                                   |                                                                       |                  | kruis              | Akerstraat 37a, 6411 GV       | Heerlen      | 50° 53' 6" NB, 5° 58' 54" OL  | Meer afbeeldingen               |
| 12                              | Monument voor K.C. van Berckel               | burgerslachtoffers                                                   |                                                                       |                  | reliëf             | Henri Dunantstraat 5, 6419 PB | Heerlen      | 50° 52' 7" NB, 5° 58' 35" OL  |                                 |
| 547                             | Mijnwerkersmonument                          | verzet Nederland                                                     | Jean Sondeijker                                                       | 2 mei 1949       | begraafplaats/graf | Kampstraat, 6413 EA           | Heerlerheide | 50° 55' 9" NB, 5° 57' 34" OL  | Meer afbeeldingen               |
| 727                             | Oorlogsmonument                              | militairen in dienst van het Ned. Kon. 1940-1945, burgerslachtoffers | Charles Vos                                                           | 3 mei 1953       | beeld/sculptuur    | Marktstraat, 6431 LK          | Hoensbroek   | 50° 55' 25" NB, 5° 55' 38" OL | Meer afbeeldingen               |
| 2127                            | Vredeskapel                                  | algemeen, burgerslachtoffers                                         | Ir. F.P.J. Peutz (ontwerp), Eugène Laudy (ramen), J.H. Laeven (kapel) | 23 december 1961 | kapel              | Akerstraat 37a, 6411 GV       | Heerlen      | 50° 53' 6" NB, 5° 58' 54" OL  | Meer afbeeldingen               |
| 2320                            | Plaquette in het NS-station (1)              | burgerslachtoffers                                                   | Ir. H.G.J. Schelling (ontwerp), H.J. Winkelman (uitvoering)           | 11 maart 1948    | plaquette          |                               | Heerlen      | 50° 52' 59" NB, 5° 58' 51" OL | Plaquette in het NS-station (1) |
| 2332                            | Plaquette in het NS-station (2)              | burgerslachtoffers                                                   | Ir. H.G.J. Schelling (ontwerp), H.J. Winkelman (uitvoering)           | 31 maart 1948    | plaquette          |                               | Heerlen      | 50° 52' 59" NB, 5° 58' 51" OL | Plaquette in het NS-station (2) |
| 2366                            | Lourdesbeeld                                 | algemeen, overig                                                     |                                                                       |                  | beeld/sculptuur    | Welterkerkstraat 6, 6419 CZ   | Heerlen      | 50° 52' 34" NB, 5° 58' 8" OL  | Meer afbeeldingen               |
| 2367                            | Monument in het schachtgebouw van de ON I    | verzet Nederland                                                     |                                                                       |                  | plaquette          |                               | Heerlen      | 50° 52' 59" NB, 5° 58' 51" OL |                                 |
| 2368                            | Herdenkingskapel                             | burgerslachtoffers                                                   |                                                                       |                  | kapel              | Esschenweg naast 14           | Hoensbroek   | 50° 54' 2" NB, 5° 56' 1" OL   | Meer afbeeldingen               |
| 2369                            | Monument voor S.H. Toussaint                 | verzet Nederland                                                     |                                                                       |                  | overig             |                               | Hoensbroek   | 50° 55' 18" NB, 5° 55' 35" OL |                                 |
| 2370                            | Monument aan de Heerlerweg                   | algemeen, overig                                                     |                                                                       |                  | overig             | Heerlerweg, 6433 HM           | Hoensbroek   | 50° 54' 35" NB, 5° 56' 6" OL  | Meer afbeeldingen               |
| 3430                            | Joods monument (2)                           | vervolgden Nederland                                                 |                                                                       | 4 mei 1998       | plaquette          | Akerstraat 37a, 6411 GV       | Heerlen      | 50° 53' 9" NB, 5° 58' 51" OL  | Meer afbeeldingen               |
| Dit oorlogsmonument op Wikidata | 40 45                                        | verzet Nederland                                                     |                                                                       |                  | reliëf             | Akerstraat 37a, 6411 GV       | Heerlen      | 50° 53' 6" NB, 5° 58' 55" OL  | Meer afbeeldingen               |
|                                 | Stolpersteine                                | vervolgden Nederland                                                 | Gunter Demnig                                                         |                  | reliëf             |                               | Hoensbroek   |                               |                                 |

Beek ·
Beekdaelen ·
Beesel ·
Bergen ·
Brunssum ·
Echt-Susteren ·
Eijsden-Margraten ·
Gennep ·
Gulpen-Wittem ·
Heerlen ·
Horst aan de Maas ·
Kerkrade ·
Landgraaf ·
Leudal ·
Maasgouw ·
Maastricht ·
Meerssen ·
Mook en Middelaar ·
Nederweert ·
Peel en Maas ·
Roerdalen ·
Roermond ·
Simpelveld ·
Sittard-Geleen ·
Stein ·
Vaals ·
Valkenburg aan de Geul ·
Venlo ·
Venray ·
Voerendaal ·
Weert